# Пам'ятки монументального мистецтва Гребінківського району
У Гребінківському районі Полтавської області нараховується 5 пам'яток монументального мистецтва.
| # | назва                                                      | адреса                          |
| - | ---------------------------------------------------------- | ------------------------------- |
| 1 | Пам'ятник-бюст Є. П. Гребінці, письменнику, поету, байкарю | м. Гребінка, залізнична станція |
| 2 | Пам'ятник-бюст Т. Г. Шевченку                              | м. Гребінка, вул. Магістральна  |
| 3 | Пам'ятник-бюст Герою Радянського Союзу Г. С. Кагамлику     | м. Гребінка, вул. Миру          |
| 4 | Пам'ятник-бюст Герою Радянського Союзу Г. С. Кагамлику     | с. Слободо-Петрівка             |
| 5 | Пам'ятник Т. Г. Шевченку                                   | с. Тарасівка                    |